# Puerto Iguazú
Puerto Iguazú és una ciutat de la província de Misiones, a l'extrem nord-est de l'Argentina. La localitat se sitúa a 14 km. de les Cascades de l'Iguaçú, una de les set meravelles naturals del món. L'activitat turística, centrada en aquestes cascades, n'és el principal motor econòmic, tot i que també hi destaca el comerç internacional, ja que està unida amb la ciutat brasilera de Foz do Iguaçu a través del Pont Internacional Tancredo Neves, el qual uneix les rutes Ruta Nacional 12 i la BR-469. Té  54.675 habitants segons el cens argentí de 2022.
Forma part de la zona coneguda com la Triple Frontera, on contacta la sobirania argentina amb la del Brasil — Foz do Iguaçu —, i amb la sobirania del Paraguai — Ciudad del Este i Presidente Franco.